# Maccabi Petah-Tikvah F.C.
El Maccabi Petah Tikva FC (en hebreo: מכבי פתח תקווה‎) es un club israelí de fútbol con sede en la ciudad de Petah Tikva. El equipo actualmente milita en la Liga Leumit, la segunda división del fútbol israelí.

## Historia
El club fue fundado en 1912 por un grupo de estudiantes judíos de Petah Tikva que estudiaban en la otomana ciudad de Constantinopla. Además, tiene el honor de ser el segundo equipo en antigüedad de todo Israel, después del Maccabi Tel Aviv, fundado en 1906. El rival por excelencia, el Hapoel Petah Tikva nació en 1934.
Aunque nunca en su historia han logrado hacerse con un título de liga, sí que acumulan 2 copas (1935 y 1952) y un Haaretz Tournament Cup en 1940. Últimamente es uno de los equipos que más han progresado dentro del fútbol israelí, finalizando en tercera y segunda posición en dos campañas consecutivas, 2003-04 y 2004-05, respectivamente.
El mayor éxito de este conjunto llegó en la primera ronda de la Copa de la UEFA, donde eliminaron al Partizan endosándole un 2-5 en Belgrado, después de caer en la ida por 0-2. Llegaron hasta la fase de grupos donde no consiguieron ni tan siquiera puntuar.
Disputaron sus partidos en el Maccabi Petah Tikva Ground (fundado en 1926) hasta finales de los 70', después pasaron a jugar en el Municipal de Petah Tikva (de 7500 localidades), y que a su vez será renovado en 2009 por el Petakh Tikva Stadium, un moderno estadio con capacidad para 32.000 espectadores.
El club es dirigido y controlado totalmente por los hermanos Luzon. Amos es el presidente, Avi el director deportivo y Guy el entrenador. Los Luzon son considerados como los próximos pioneros en la escena futbolística del país.

## Jugadores

### Números retirados
- 4 -   Murad Magomedov, DEF (1995-2013)

## Palmarés
- Liga Leumit (6): 1969, 1972, 1991, 2013, 2020, 2023
- Copa del Estado de Israel (3): 1935, 1952, 2024
- Copa Toto (3): 1995, 2000, 2004
- Copa Toto Artzit (2): 1990, 1991
- Supercopa de Israel Artzit (1): 1969
- Haaretz Tournament Cup (1): 1940

## Maccabi Petah-Tikvah en Europa
| Competicion UEFA | Competicion UEFA       | Competicion UEFA  | Competicion UEFA | Competicion UEFA | Competicion UEFA | Competicion UEFA |
| Temporada        | Torneo                 | Ronda             | Club             | Casa             | Visita           | Global           |
| ---------------- | ---------------------- | ----------------- | ---------------- | ---------------- | ---------------- | ---------------- |
| 1992–93          | Intertoto Cup          | Fase de grupos    | Slavia Prague    | 1–3              | 0–3              | 3° lugar         |
| 1992–93          | Intertoto Cup          | Fase de grupos    | Bayer Leverkusen | 3–2              | 1–1              | 3° lugar         |
| 1992–93          | Intertoto Cup          | Fase de grupos    | Maccabi Netanya  | 2–2              | 0–0              | 3° lugar         |
| 1997–98          | UEFA Intertoto Cup     | Fase de grupos    | Köln             | 1–3              |                  | 2° lugar         |
| 1997–98          | UEFA Intertoto Cup     | Fase de grupos    | Aarau            |                  | 1–0              | 2° lugar         |
| 1997–98          | UEFA Intertoto Cup     | Fase de grupos    | Cork City        | 0–0              |                  | 2° lugar         |
| 1997–98          | UEFA Intertoto Cup     | Fase de grupos    | Standard Liège   |                  | 0–0              | 2° lugar         |
| 2004–05          | UEFA Cup               | 2° Clasificatoria | AEK Larnaca      | 4–0              | 0–3              | 4–3              |
| 2004–05          | UEFA Cup               | 1                 | Heerenveen       | Cancelado        | 0–5              | 0–5              |
| 2005–06          | UEFA Cup               | 2° Clasificatoria | Baskimi          | 6–0              | 5–0              | 11–0             |
| 2005–06          | UEFA Cup               | 1                 | Partizan         | 0–2              | 5–2              | 5–4              |
| 2005–06          | UEFA Cup               | Fase de grupos    | Palermo          | 1–2              |                  | 5° lugar         |
| 2005–06          | UEFA Cup               | Fase de grupos    | Brøndby          |                  | 0–2              | 5° lugar         |
| 2005–06          | UEFA Cup               | Fase de grupos    | Lokomotiv Moscow | 0–4              |                  | 5° lugar         |
| 2005–06          | UEFA Cup               | Fase de grupos    | Espanyol         |                  | 0–1              | 5° lugar         |
| 2006–07          | UEFA Intertoto Cup     | Segunda ronda     | Zrinjski         | 1–1              | 3–1              | 4–2              |
| 2006–07          | UEFA Intertoto Cup     | Tercera ronda     | Ethnikos         | 0–2              | 3–2              | 3–4              |
| 2024–25          | UEFA Europa League     | 2° Clasificatoria | Braga            | 0–5              | 0–2              | 0–7              |
| 2024–25          | UEFA Conference League | 3° Clasificatoria | CFR Cluj         | 0–1              | 0–1              | 0–2              |